# Melibea Obono
Pour les articles homonymes, voir Obono.
Trifonia Melibea Obono Ntutumu (Afaetom, Evinayong, née en  Guinée équatoriale le 27 novembre 1982), connue par son diminutif : Melibea Obono,  est une journaliste, écrivaine et chercheuse équatoguinéenne sur des thématiques liées aux  femmes et aux genres en Afrique.

## Trajectoire académique
Trifonia Melibea Obono Ntutumu Obono est diplômée de l'Université de Murcie, licenciée en sciences politiques et journalisme. Elle réalise un master en Coopération internationale et développement.
Doctorante de la Faculté de Lettres et Sciences sociales de l'université Nationale de la Guinée-Équatoriale à Malabo, elle est membre du Centre d'Études Afro-Hispánicos (CEAH) de l'Université nationale d'éducation à distance (UNED).

## Œuvre littéraire
En 2015, elle écrit « La noire », un article de l'anthologie Voix féminines de la Guinée-Équatorale : Une anthologie éditée par Remei Sidi, qui raconte l'histoire d'une jeune équato-guinéenne qui se voit obligée de se prostituer pour pouvoir terminer ses études en Espagne.
L'année suivante, Melibea Obono publie son premier roman Héritage de bindendee qui traite de  l'inégalité de genre dans la tribu fang, sa tribu d'origine. Son texte aborde également les relations complexes qui existent entre l'Espagne et la Guinée-Équatoriale. L'histoire se passe dans un village fang du XXIe siècle sans lumière électrique ni eau potable. Elle décrit le parcours d'une famille dont la femme est enceinte et mère de six enfants. La question se pose du genre du futur bébé  puisque seulement un homme peut hériter du nom et des propriétés de la famille.
En 2016 elle publie La Bastarda (en) qui  raconte l'histoire d'Okomo, une adolescente Fang habitant avec son grand-père Osá le Descalzo et ses deux épouses. L'une d'elles, sa grand-mère Adà, est la première épouse de Osá, et est en conséquence responsable l'éducation de la jeune fille. De même, Okomo n'est pas acceptée dans sa communauté fang car elle est considérée comme une batarde, son père ayant eu des difficultés à payer la dot au grand-père. Plus largement, ce roman traite aussi de l'identité de genre et de l'orientation sexuelle : être femme ou lesbienne. C'est la première œuvre écrite par une autrice équatoguinéenne qui aborde ces thèmes.
En 2017, le livre La albina de l'argent raconte l'histoire d'une jeune albinos source de richesse pour sa famille de par sa caractéristique unique.
En 2018, elle publie un livre d'histoires sur la société Fang et le rôle des femmes.
Toutes ses œuvres sont réalisées avec une perspective féministe, et rendent visibles les injustices subies par les femmes, en particulier africaines et lesbiennes. Elle écrit pour répondre à ces questions,.

## Reconnaissances
- Prix International de Littératures Africaines Justo Bolekia Boleká 2018 pour son œuvre Las mujeres hablan mucho y mal[10].
- Prix GLLI 2019 (Global Literature in Libraries Initiative), initiative du monde éditorial anglo-saxon pour la diffusion des œuvres traduites en anglais, pour son roman La bastarda[11],[12].

## Lire également
- Littérature de la Guinée-Équatoriale en espagnol
- Centre Culturel Hispanique-Guineano (es)